# ミフラーブ

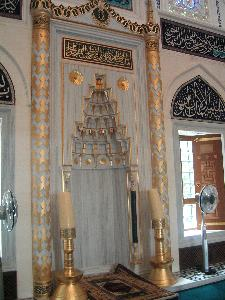
ミフラーブ（東京ジャーミー）

ミフラーブ（アラビア語: محراب mihrāb, 聖龕〈せいがん〉）は、モスクのキブラ壁（カアバの方向を示す礼拝堂内部正面の壁）に設置された窪み状の設備。モスクにはマスジド・ハラームを例外として必ずある。モスクはキブラに礼拝するためのものなので、あえていうならばミフラーブがあればそれでモスクである。

## 概要
ミフラーブは幾何学的な模様で豪華に飾られることがしばしばある。また、ミフラーブの横にはよくミンバル（minbar, 大きい説教壇）がある。また、ミフラーブ自体は聖なるものではないとされるため、ムスリム自身はミフラーブの中で寝ることもある。ひとつのモスクに複数のミフラーブがあることもある。また、ミフラーブは、三日月と並んでイスラム教の象徴とされるため、モスクの絨毯にデザインされたり、モスクの壁に彫られたりということがしばしばある。
語の由来はペルシア語と考えられる。その起源はキリスト教聖堂のアプシスといわれているが、宗教的意義の継承はなく、単にカリフや地方の支配層の公的礼拝の場所の規定が本来の目的であった。
イスラム教は偶像崇拝が禁止されているため、モスクにおける装飾の類はミフラーブぐらいなものであり、それもあくまで祈りのための目印としての意味合いしかない。

## ギャラリー

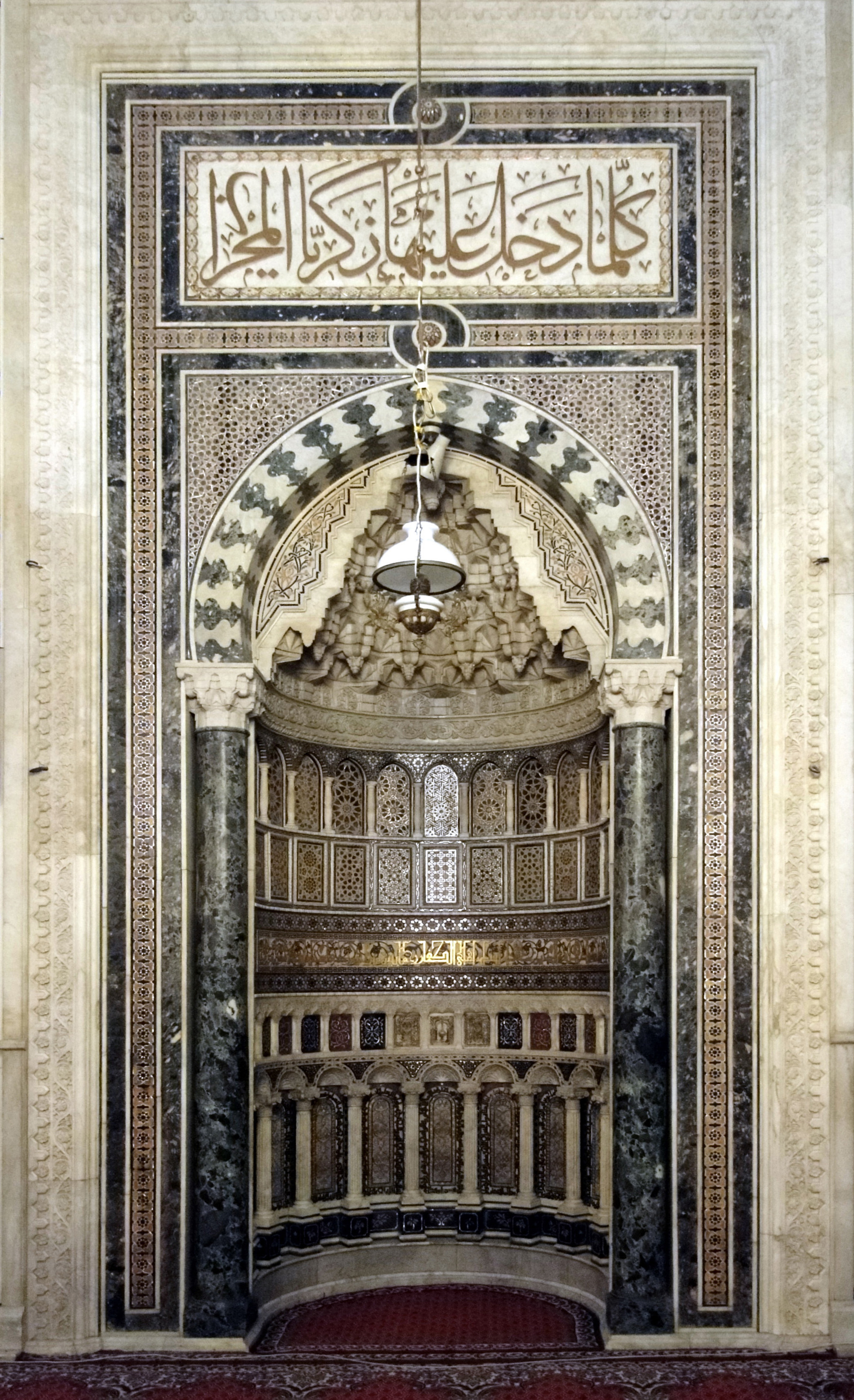
シリア、ダマスカスのウマイヤド・モスク
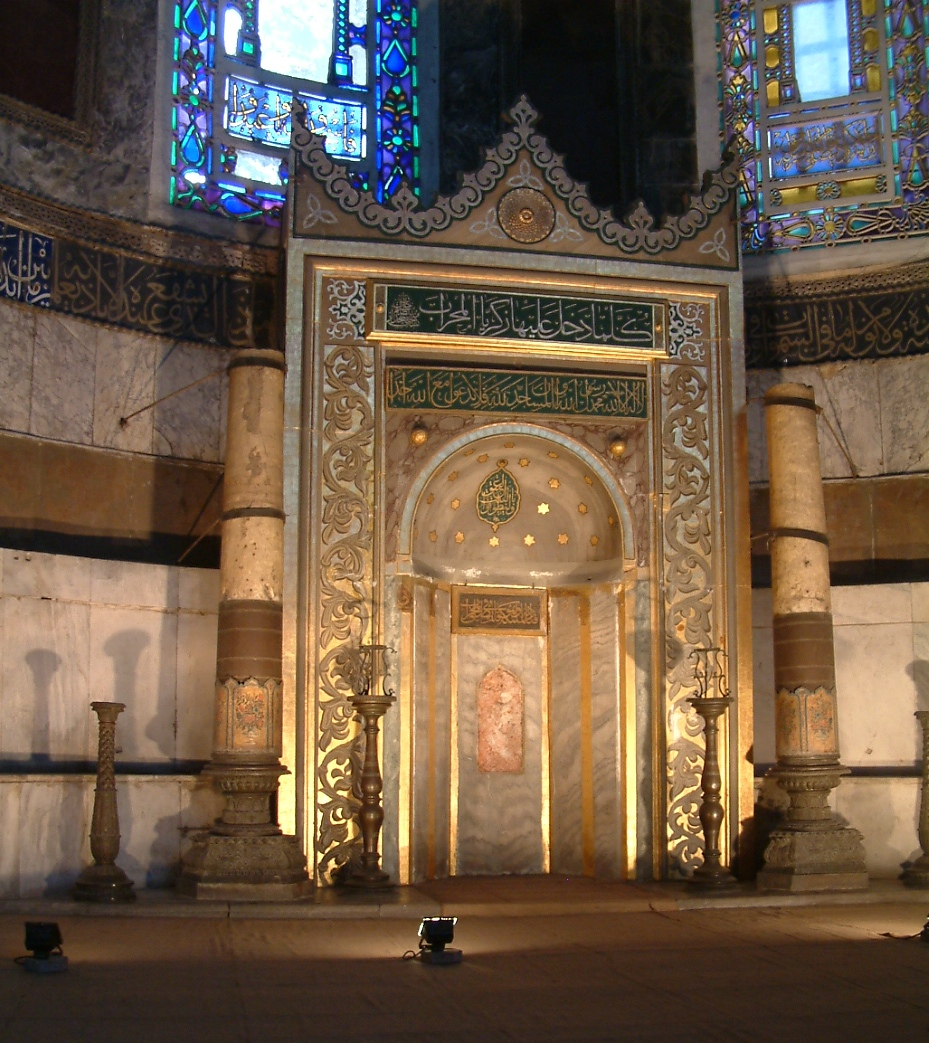
トルコのアヤソフィア
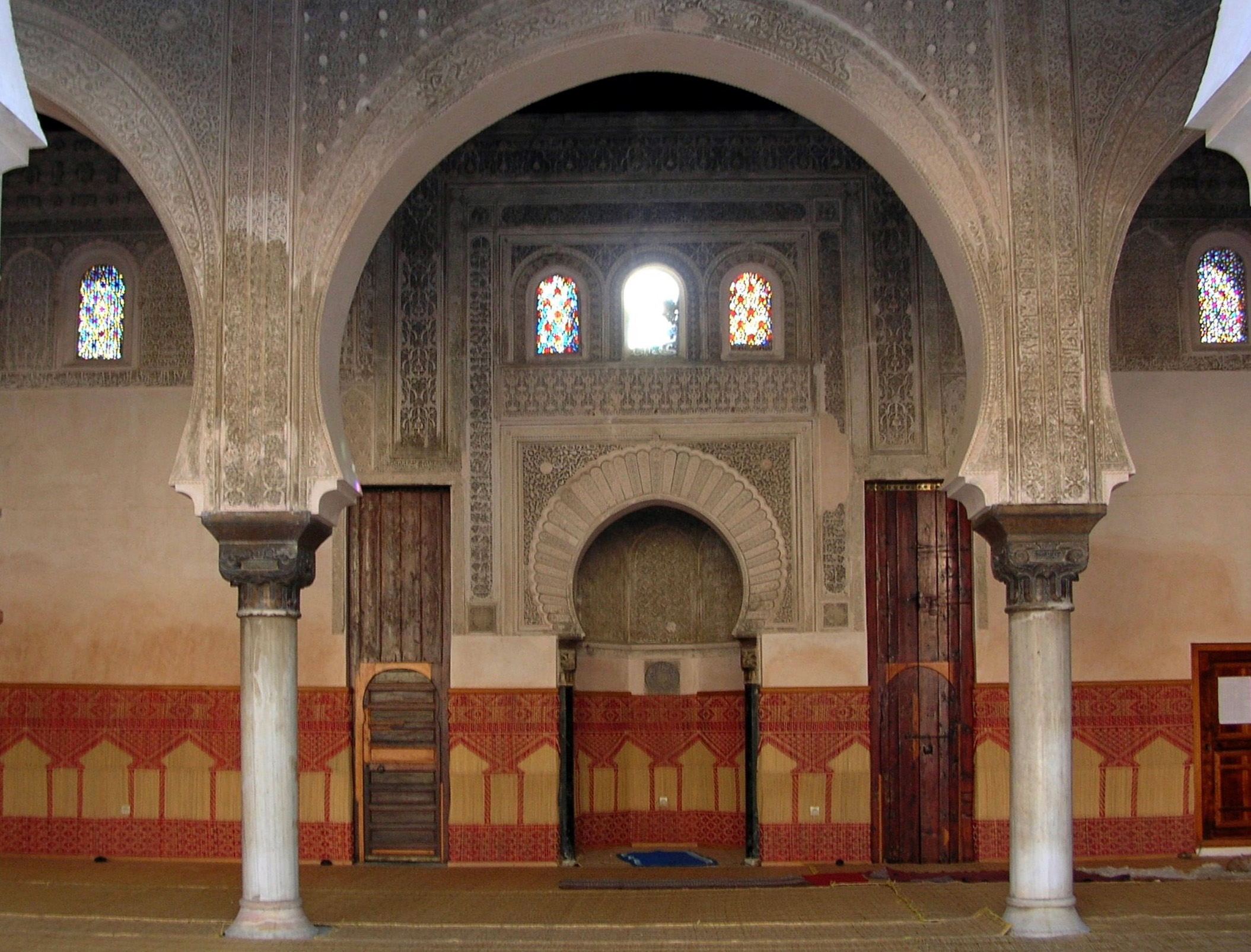
モロッコのブー・イナーニーヤ・マドラサ
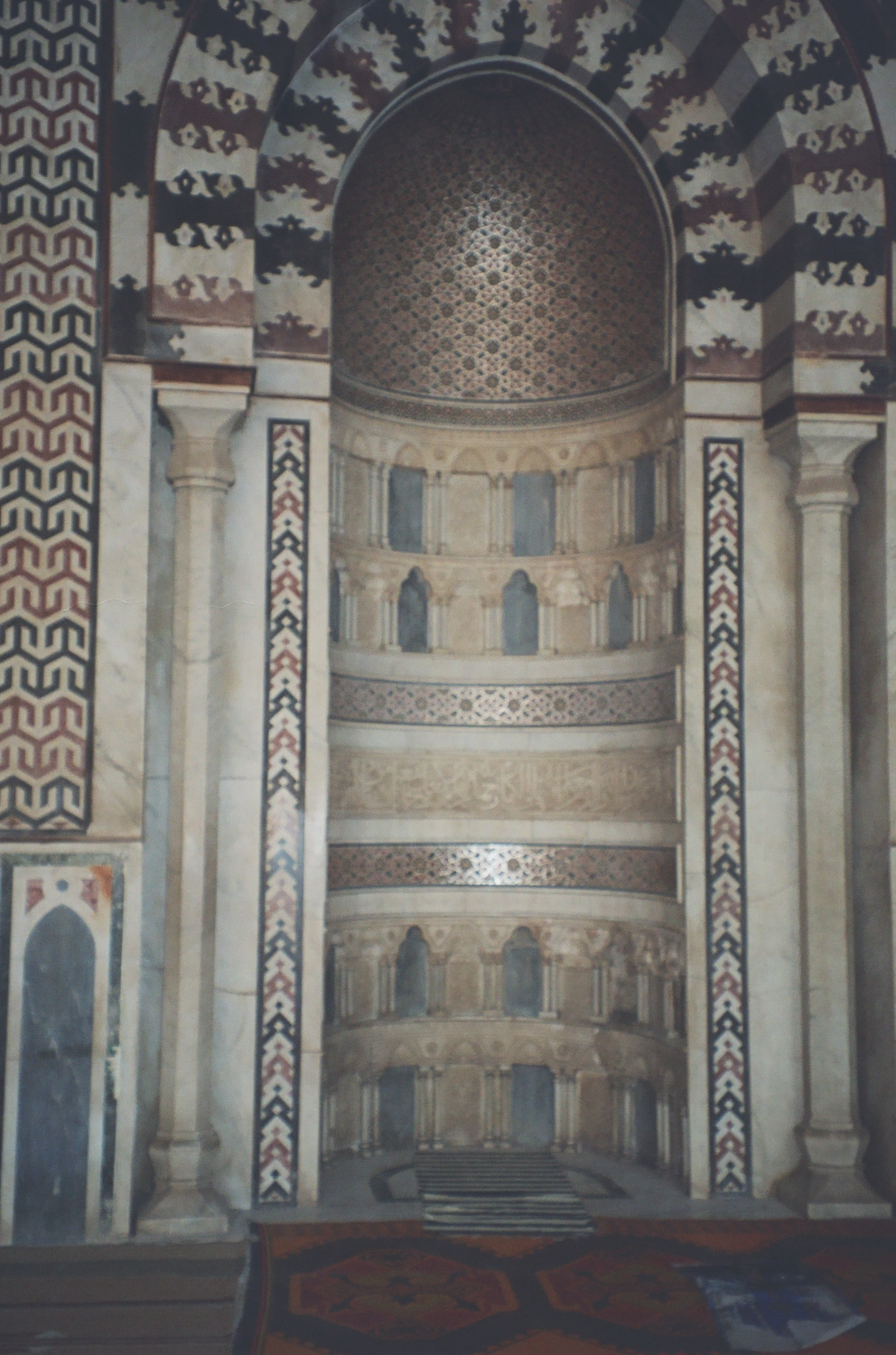
エジプト、カイロ